# 回声协议
回声协议（Echo Protocol）是RFC 862 中定义的TCP/IP协议族中的一個協議。它最初是人們为测试和测量IP网络中的往返时间（來回通訊延遲）而提出的協議。
具體來說，一台主机可以通過通訊埠1连接（通過传输控制协议或用户数据报协议）到支持回声协议的服务器，然後服务器再將自己所收到的数据的相同副本发給主機。